# Players 4 Players Tischfussballvereinigung
Die Players 4 Players Tischfussballvereinigung e.V. (P4P) ist ein Verein, der seit 2001 eine Tischfußballturnierserie organisiert.
Ende 2000 beschloss der letzte kommerzielle Veranstalter von Tischfußball-Turnieren die Einstellung ihrer Turnierserie. Daraufhin gründeten einige engagierte Spieler die P4P, um auf ehrenamtlicher Basis in Eigenregie Turniere zu veranstalten. Beim ersten selbstveranstalteten Players-4-Players-Turniers wurde ein eingetragener Verein gegründet, der inzwischen als gemeinnützig anerkannt ist.
Der Verein hat über 5000 aktive Mitglieder und veranstaltet ca. 10 Turniere im Jahr inklusive einer Deutschen Meisterschaft.
Anhand der Turnierergebnisse wird eine internationale Rangliste gebildet.
Alle vier Jahre wird im zweijährigen Wechsel eine Europa- und Weltmeisterschaft ausgetragen.
Auch wenn sich die P4P stark an der International Table Soccer Federation (ITSF) orientiert, unterscheiden sich Turnierverlauf und Regeln in einigen Punkten. So ist z. B. Sportkleidung nicht verpflichtend.